# Лутервил (Мериленд)
Лутервил (енгл. Lutherville) насељено је место без административног статуса у америчкој савезној држави Мериленд.

## Демографија
По попису из 2010. године број становника је 6.504.
| Група             | 2000.    | 2010.         |
| Белци             | 0 (0,0%) | 5.397 (83,0%) |
| Афроамериканци    | 0 (0,0%) | 223 (3,4%)    |
| Азијати           | 0 (0,0%) | 531 (8,2%)    |
| Хиспаноамериканци | 0 (0,0%) | 212 (3,3%)    |
| Укупно            | 0        | 6.504         |